# Eleições presidenciais do Paquistão de 1965
As Eleições Presidenciais do Paquistão de 1965 foram eleições indiretas ocorridas no Paquistão em 2 de fevereiro de 1965. A votação foi feita entre os oitenta mil "democratas básicos", que eram membros dos conselhos urbanos e regionais do país.
Havia dois grandes partidos contestando a eleição: A Liga Muçulmana do Paquistão e partidos de oposição combinados. Os partidos de oposição combinados consistiam nos cinco principais partidos da oposição. Eles tinha um programa de nove pontos, que incluíam a restauração das eleições diretas, direitos de votar aos adultos e a democratização da Constituição de 1962. Os partidos de oposição combinados não eram unidos e não possuíam nenhuma unidade de pensamento e ação. Eles estavam inaptos para selecionar os próprios candidatos presidenciais; Antes disso eles selecionaram Fátima Jinnah como seu candidato.

## Candidatos
Existiam quatro candidatos; Ayub Khan, Fátima Jinnah e duas pessoas pouco conhecidas sem filiação partidária. Houve o baixo período de campanha de um mês, que mais tarde foi restringido a nove encontros de projeção organizados pela comissão eleitoral e assistidos apenas pelos membros do Colégio Eleitoral e da imprensa. O público foi barrado dos encontros, que teriam melhorado a imagem de Fátima Jinnah.

### Ayub Khan
Khan tinha alta vantagem sobre os outros candidatos. A segunda emenda da constituição confirmava ele como presidente até a eleição de seu sucessor. Armado com os poderes conseguidos com a constituição, ele exerceu o controle completo da máquina governamental durante as eleições. Ele utilizou facilidades estatais que tinha como chefe de estado, não como Presidente da Liga Muçulmana do Paquistão ou como um candidato presidencial, e não hesitou em apelar para a legislatura em assuntos eleitorais. O simbolo eleitoral de Ayub khan era "ROSE".

### Fátima Jinnah
Sua campanha sofreu diversas derrotas. Uma campanha e eleição desiguais e injustas, pouco dinheiro, e o fato da eleição ser indireta através dos democratas básicos. Fátima Jinnah perdeu a eleição de 1965 e Ayub Khan foi reeleito como presidente do Paquistão. O simbolo eleitoral de Fátima Jinnah era "LALTEN".

## Resultados e consequências
Em eleições indiretas, Ayub Khan derrotou Fátima Jinnah com 64% dos votos. Acredita-se que se as eleições fossem diretas, Fátima Jinnah teria ganhado. O colégio eleitoral consistia em apenas 80.000 democratas básicos, que eram facilmente manipuláveis. A importância dessa eleição baseou-se no fato de que uma mulher concorreu ao mais alto cargo do país. Partidos religiosos, incluindo o Jamaat-e-Islami, que era liderado por Maulana Maududi, declararam repetidamente que uma mulher não poderia possuir o mais alto cargo de um país islâmico, porém Maulana modificou sua estancia e apoiou a candidatura de Fátima Jinnah. A eleição mostrou para as pessoas que não tinha problema uma mulher ter um alto cargo no país, e que elas poderiam participar da política.